# 3337 Miloš
3337 Miloš là một tiểu hành tinh vành đai chính với chu kỳ quỹ đạo là 1752.2271050 ngày (4.80 năm).
Nó được phát hiện ngày 16 tháng 10 năm 1971 bởi Luboš Kohoutek ở Đài thiên văn Hamburg-Bergedorf. Nó được đặt theo tên nhà thiên văn học Séc Miloš Tichý.